# Edoardo Chiossone
 (août 2024).
Si vous disposez d'ouvrages ou d'articles de référence ou si vous connaissez des sites web de qualité traitant du thème abordé ici, merci de compléter l'article en donnant les références utiles à sa vérifiabilité et en les liant à la section « Notes et références ».
Edoardo Chiossone, né à Arenzano le 21 janvier 1833 et mort à Tokyo le 11 avril 1898, est un graveur et peintre italien, connu pour son travail en tant que conseiller étrangers au Japon de l'ère Meiji, et pour sa collection d'art japonais, conservé au Musée d'Art Oriental Edoardo Chiossone de Gênes.

## Biographie

### Débuts en Europe
Chiossone est né à Arenzano, dans la province de Gênes, d'un père imprimeur. En 1847, il s'inscrit à l'Accademia ligustica di belle arti, où il se spécialise dans la gravure sur cuivre et obtient son diplôme en 1855. En 1857, il entre dans l'atelier de Raffaele Granara et réalise plusieurs gravures d'œuvres d'art célèbres. L'une de ses œuvres est sélectionnée pour être exposée à l'Exposition universelle de 1867 à Paris.
Plus tard, en 1867, il commence à travailler pour la Banque nationale italienne et a été envoyé à la société Dondorf-Naumann à Francfort, en Allemagne, pour être formé à la fabrication de papier-monnaie. Pendant son séjour, la société commence à fabriquer des billets de banque pour le gouvernement impérial japonais et, en 1874, il est envoyé à Londres pour apprendre de nouvelles techniques d'impression. C'est alors qu'il est invité à se rendre au Japon, ce qu'il accepte.
De nombreux portraits de Chiossone ont été perdus, d'autres ne subsistent que sous forme de reproductions, mais on peut dire qu'ils sont tous fidèles. Son célèbre portrait de l'empereur Meiji est si réaliste qu'il a souvent été pris pour une véritable photographie.[réf. nécessaire]

### Carrière au Japon
Chiossone arrive au Japon le 12 janvier 1875. L'imprimerie gouvernementale (Insatsu Kyoku), qui fait partie du ministère des Finances (Okurasho), est dirigée par Tokuno Ryosuke, désireux d'introduire des machines et des techniques modernes. La mise en œuvre pratique de cette politique est entièrement l'œuvre de Chiossone, qui fonde des imprimeries telles que Toppan Insatsu, facilite la formation des Japonais aux techniques d'impression, conçoit des papiers officiels, des monnaies de papier et des timbres-poste, enseigne l'art de fabriquer de l'encre et du papier d'impression (avec filigrane), et apprend à faire de nombreuses copies à partir d'une seule plaque.
Au bout de cinq mois, Chiossone se voit proposer un contrat de trois ans avec un salaire mensuel de 450 yens et une maison ; c'est l'un des salaires les plus élevés versés à un étranger, et le double de celui de son compatriote Antonio Fontanesi, engagé pour enseigner la peinture à l'huile, et sa maison se trouve en dehors de l'enclave étrangère de Tsukiji (il a d'abord vécu à Kanda, puis à Kōjimachi, avec une suite de serviteurs). Fin 1875, il réalise son premier portrait, une gravure du médecin allemand Philipp Franz von Siebold. Il conçoit également la série de timbres-poste koban qui sera émise en de 1876 à 1892. L'utilisation du portrait de l'empereur étant taboue, il doit recourir à d'autres images, comme le chrysanthème impérial.
D'autres portraits suivirent en 1876, ceux de Ōkubo Toshimichi, Saigō Tsugumichi (frère cadet de Saigō Takamori, qui fut ministre de la Marine et ministre de l'Intérieur), et William Chapman Ralston de la Bank of California. L'année suivante, l'empereur Meiji, accompagné d'une centaine de personnes, dont le prince Arisugawa et Iwakura Tomomi, a visité l'imprimerie et la salle de travail de Chiossone (détruite lors du grand tremblement de terre de Kantō en 1923). Cette année-là, Chiossone conçoit également le premier billet de banque japonais moderne, un billet d'un yen représentant Daikoku, le dieu de la richesse. L'année suivante, il produit le premier billet de banque contenant une figure humaine, l'image de la légendaire impératrice Jingū.
En 1879, Chiossone entreprend un voyage au Japon avec Tokuno Ryosuke pour enregistrer des œuvres d'art et des monuments anciens. 510 photographies sont prises et Chiossone réalise 200 dessins. Tokuno note dans son journal, publié dix ans plus tard, que tous deux ont eu de longues conversations. Les fruits de ce voyage sont des albums illustrés produits entre 1880 et 1883.
En 1883, Chiossone est chargé de faire le portrait de Saigō Takamori, décédé depuis six ans déjà ; à cette fin, il combine les traits du frère cadet de Saigō et d'un de ses cousins, ce qui devient le portrait standard et le modèle de la célèbre statue de bronze du parc d'Ueno. Chiossone a également réalisé un portrait de Tokuno deux mois avant sa mort, la même année, et a dessiné sa pierre tombale.

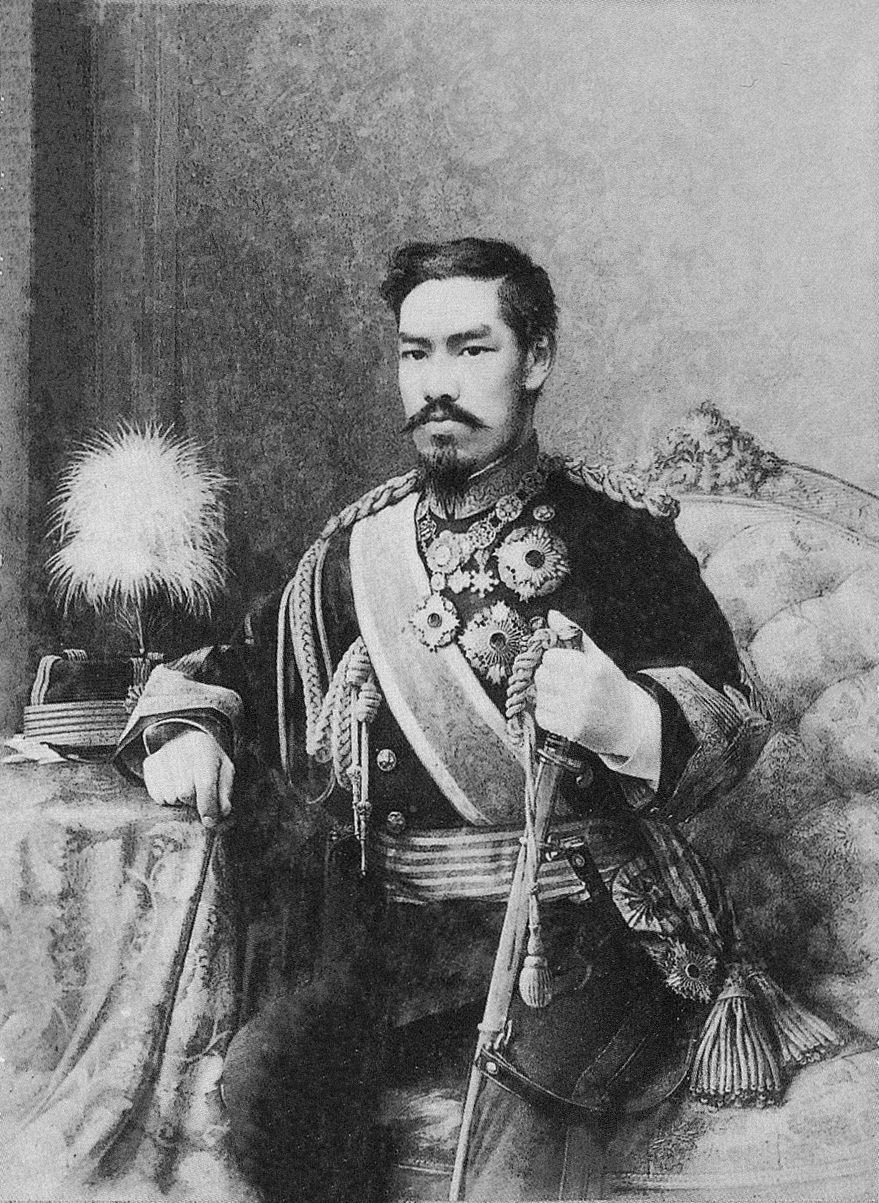
Le portrait de l'empereur Meiji par Chiossone.

Edoardo Chiossone reçoit sa plus grande reconnaissance en 1888, lorsqu'on lui demande de réaliser un portrait de l'empereur, qui sera utilisé comme portrait officiel de l'État. Le seul portrait existant à l'époque était une photographie prise dix ans auparavant, et l'empereur refusait d'être photographié à nouveau. Le grand chambellan Tokudaiji Sanemori a donc demandé à Chiossone de faire des croquis de l'empereur au palais, derrière un écran. À partir de ses croquis, Chiossone réalise deux dessins au conté de l'empereur, l'un en uniforme militaire, l'autre en civil. Ces dessins ont ensuite été photographiés et sont devenus les images officielles de l'empereur, qui ont servi de base à toutes les représentations.
En plus de peindre des portraits, dont ceux de l'impératrice, du futur empereur Taishō, du général Ōyama Iwao, d'Iwakura Tomomi et de Sanjō Sanetomi, Chiossone est constamment occupé à l'imprimerie, où il produit des plaques pour les billets, les timbres et les obligations. En 1888, il produit un billet de 5 yens avec la figure de Sugawara no Michizane et, pour sa dernière œuvre avant de prendre sa retraite, un billet de 100 yens avec Fujiwara no Kamatari (614-669). En 1891, il prend sa retraite avec une indemnité de départ de 3 000 yens et une pension annuelle de 1 200 yens. Il reçoit également l'ordre du Trésor sacré.

### Mort et postérité
Le 11 avril 1898, Chiossone meurt d'un arrêt cardiaque à son domicile de Kōjimachi et est enterré au cimetière d'Aoyama, où l'on peut encore voir sa tombe dans le carré des étrangers. Les journaux publient de longs articles sur sa mort, et le Japan Weekly Mail parle de sa grande réputation, tant pour ses talents artistiques que pour sa nature amicale.
Chiossone était un collectionneur passionné d'art japonais, avec un large éventail comprenant des nihonga, des ukiyo-e, des sculptures bouddhistes et des objets liturgiques, des objets archéologiques, des laques, de la porcelaine, des masques nô, des armures et des armes, des instruments de musique et des vêtements pour hommes et femmes. En vertu d'une disposition testamentaire, cette collection a été envoyée à l'Académie ligurienne des beaux-arts de Gênes après sa mort, où elle a été transformée en musée d'art japonais Edoardo Chiossone, ouvert au public par le roi Victor-Emmanuel III d'Italie le 30 octobre 1905.